# Nicole Bradtke
Nicole Bradtke (Melbourne, 22 settembre 1969) è un'ex tennista australiana.

## Biografia
Nata come Nicole Provis, si sposa nel 1994 con il cestista australiano Mark Bradtke e ne prende il cognome. Sua sorella Natasha si è sposata con il tennista Todd Woodbridge, il che lo rende suo cognato.

## Carriera
Ottiene buoni risultati già a livello giovanile, arriva alla finale del singolare ragazze all'Open di Francia 1986 e agli Australian Open 1987, uscendone in entrambi i casi sconfitta.
Tra i professionisti vince tre titoli WTA nel singolare e nove nel doppio, a cui si aggiungono due titoli nel doppio misto vinti entrambi nel 1992 insieme a Mark Woodforde.

Nei titoli dello Slam in singolare ha raggiunto come miglior risultato la semifinale, al Roland Garros 88, dove si è arresa in tre set a Nataša Zvereva.
Anche nel doppio femminile si ferma al massimo alle semifinali, in tutti gli Slam tranne quello australiano, a cui si aggiunge la semifinale persa alle Olimpiadi di Barcellona che le permette di conquistare una medaglia di bronzo.

Va meglio nel doppio misto dove, oltre alle due vittorie, raggiunge una finale anche al Roland Garros 1990 e al Torneo di Wimbledon 1987.
In Fed Cup gioca un totale di ventisette match con la squadra australiana vincendone diciotto.

## Statistiche

### Singolare

#### Vittorie (3)
| Legenda: Prima del 2009 | Legenda: Dal 2009     |
| ----------------------- | --------------------- |
| Grande Slam (0)         |                       |
| Ori Olimpici (0)        |                       |
| WTA Championships (0)   |                       |
| Tier I (0)              | Premier Mandatory (0) |
| Tier II (0)             | Premier 5 (0)         |
| Tier III (0)            | Premier (0)           |
| Tier IV & V (3)         | International (0)     |

| No. | Data            | Torneo                                   | Superficie  | Avversaria in finale | Punteggio     |
| 1.  | 5 gennaio 1992  | Danone Hardcourt Championships, Brisbane | Cemento     | Rachel McQuillan     | 6–3, 6–2      |
| 2.  | 19 aprile 1993  | Malaysian Women's Open, Kuala Lumpur     | Cemento (i) | Ann Grossman         | 6–3, 6–2      |
| 3.  | 30 gennaio 1995 | ASB Classic, Auckland                    | Cemento     | Ginger Helgeson      | 3–6, 6–2, 6–1 |

### Doppio

#### Vittorie (9)
| Legenda: Prima del 2009 | Legenda: Dal 2009     |
| ----------------------- | --------------------- |
| Grande Slam (0)         |                       |
| Ori Olimpici (0)        |                       |
| WTA Championships (0)   |                       |
| Tier I (1)              | Premier Mandatory (0) |
| Tier II (0)             | Premier 5 (0)         |
| Tier III (3)            | Premier (0)           |
| Tier IV & V (5)         | International (0)     |

| No. | Data             | Torneo                                       | Superficie  | Compagna         | Avversarie in finale                    | Punteggio        |
| 1.  | 16 maggio 1988   | Internationaux de Strasbourg, Strasburgo     | Terra rossa | Manon Bollegraf  | Jenny Byrne Janine Thompson             | 6–3, 6–2         |
| 2.  | 14 agosto 1989   | Virginia Slims of Albuquerque, Albuquerque   | Cemento     | Elna Reinach     | Raffaella Reggi Arantxa Sánchez Vicario | 4–6, 6–4, 6–2    |
| 3.  | 14 maggio 1990   | Qatar Telecom German Open, Berlino           | Terra rossa | Elna Reinach     | Hana Mandlíková Jana Novotná            | 6–2, 6–1         |
| 4.  | 21 maggio 1990   | Internationaux de Strasbourg, Strasburgo (2) | Terra rossa | Elna Reinach     | Kathy Jordan Elizabeth Smylie           | 6–1, 6–4         |
| 5.  | 20 maggio 1991   | WTA Swiss Open, Ginevra                      | Terra rossa | Elizabeth Smylie | Cathy Caverzasio Manuela Maleeva        | 6–1, 6–2         |
| 6.  | 10 giugno 1991   | AEGON Classic, Birmingham                    | Erba        | Elizabeth Smylie | Sandy Collins Elna Reinach              | 6–1, 6–2         |
| 7.  | 17 febbraio 1992 | RMK Championships, Oklahoma                  | Cemento (i) | Lori McNeil      | Katrina Adams Manon Bollegraf           | 3–6, 6–4, 7–6(6) |
| 8.  | 11 gennaio 1993  | Sunsmart Victorian Open, Melbourne           | Cemento     | Nathalie Tauziat | Cammy MacGregor Shaun Stafford          | 1–6, 6–3, 6–3    |
| 9.  | 20 maggio 1996   | Internationaux de Strasbourg, Strasburgo (3) | Terra rossa | Yayuk Basuki     | Marianne Witmeyer Tami Jones            | 5–7, 6–4, 6–4    |

### Doppio misto

#### Vittorie (2)
| No. | Data              | Torneo                     | Superficie | Compagno       | Avversari in finale                     | Punteggio      |
| 1.  | 26 gennaio 1992   | Australian Open, Melbourne | Cemento    | Mark Woodforde | Arantxa Sánchez Vicario Todd Woodbridge | 6–3, 4–6, 11–9 |
| 2.  | 13 settembre 1992 | US Open, New York          | Cemento    | Mark Woodforde | Helena Suková Tom Nijssen               | 4-6, 6-3, 6-3  |